# Frankrijk op de Paralympische Spelen
Frankrijk is een van de landen die deelneemt aan de Paralympische Spelen. Het land debuteerde op de Paralympische Zomerspelen 1960.

## Medailles en deelnames
De tabel geeft een overzicht van de jaren waarin werd deelgenomen, het aantal gewonnen medailles en de eventuele plaats in het medailleklassement.
| Zomerspelen | Zomerspelen | Zomerspelen | Zomerspelen | Zomerspelen | Zomerspelen |        | Winterspelen | Winterspelen | Winterspelen | Winterspelen | Winterspelen | Winterspelen |
| Jaar        | Goud        | Zilver      | Brons       | Totaal      | Rang        | Jaar   | Goud         | Zilver       | Brons        | Totaal       | Rang         |              |
| 1960        | 3           | 3           | 1           | 7           | 9           |        |              |              |              |              |              |              |
| 1964        | 4           | 2           | 5           | 11          | 11          |        |              |              |              |              |              |              |
| 1968        | 13          | 10          | 9           | 32          | 5           |        |              |              |              |              |              |              |
| 1972        | 10          | 8           | 15          | 33          | 7           |        |              |              |              |              |              |              |
| 1976        | 23          | 21          | 14          | 58          | 8           | 1976   | 2            | 0            | 3            | 5            | 8            |              |
| 1980        | 28          | 26          | 31          | 85          | 8           | 1980   | 1            | 1            | 1            | 3            | 9            |              |
| 1984        | 71          | 69          | 45          | 185         | 6           | 1984   | 4            | 2            | 0            | 6            | 8            |              |
| 1988        | 47          | 44          | 50          | 141         | 5           | 1988   | 5            | 5            | 3            | 13           | 7            |              |
| 1992        | 36          | 36          | 34          | 106         | 4           | 1992   | 6            | 4            | 9            | 19           | 6            |              |
| 1996        | 35          | 29          | 31          | 95          | 6           | 1994   | 14           | 6            | 11           | 31           | 4            |              |
| 2000        | 30          | 28          | 28          | 86          | 7           | 1998   | 5            | 9            | 8            | 22           | 10           |              |
| 2004        | 18          | 26          | 30          | 74          | 9           | 2002   | 2            | 11           | 6            | 19           | 13           |              |
| 2008        | 12          | 21          | 19          | 52          | 12          | 2006   | 7            | 2            | 6            | 15           | 4            |              |
| 2012        | 8           | 19          | 18          | 45          | 16          | 2010   | 1            | 4            | 1            | 6            | 10           |              |
| 2016        | 9           | 5           | 14          | 28          | 12          | 2014   | 5            | 3            | 4            | 12           | 5            |              |
| 2020        | -           | -           | -           | -           | -           | 2018   | 7            | 8            | 5            | 20           | 4            |              |
| Totaal      | 347         | 347         | 344         | 1038        |             | Totaal | 59           | 55           | 57           | 171          |              |              |
| Tot. Z+W    | 406         | 402         | 401         | 1209        |             |        |              |              |              |              |              |              |

Afghanistan · Albanië · Algerije · Amerikaanse Maagdeneilanden · Andorra · Angola · Antigua en Barbuda · Argentinië · Armenië · Australië · Azerbeidzjan · Bahama's · Bahrein · Bangladesh · Barbados · België · Benin · Bermuda · Bosnië en Herzegovina · Botswana · Brazilië · Brunei · Bulgarije · Burkina Faso · Burundi · Cambodja · Canada · Centraal-Afrikaanse Republiek · Chili · China · Chinees Taipei · Colombia · Comoren · Congo-Kinshasa · Costa Rica · Cuba · Cyprus · Denemarken · Djibouti · Dominicaanse Republiek · Duitsland · Ecuador · Egypte · El Salvador · Estland · Ethiopië · Fiji · Filipijnen · Finland · Frankrijk · Gabon · Gambia · Georgië · Ghana · Griekenland · Groot-Brittannië · Guatemala · Guinee · Guinee-Bissau · Haïti · Honduras · Hongarije · Hongkong · Ierland · IJsland · India · Indonesië · Irak · Iran · Israël · Italië · Ivoorkust · Jamaica · Japan · Jemen · Jordanië · Kaapverdië · Kameroen · Kazachstan · Kenia · Kirgizië · Koeweit · Kroatië · Laos · Lesotho · Letland · Libanon · Liberia · Libië · Liechtenstein · Litouwen · Luxemburg · Madagaskar · Maleisië · Mali · Malta · Marokko · Mauritanië · Mauritius · Mexico · Moldavië · Mongolië · Montenegro · Mozambique · Myanmar · Namibië · Nederland · Nepal · Nicaragua · Nieuw-Zeeland · Niger · Nigeria · Noord-Korea · Noord-Macedonië · Noorwegen · Oeganda · Oekraïne · Oezbekistan · Oman · Oost-Timor · Oostenrijk · Pakistan · Palestina · Panama · Papoea-Nieuw-Guinea · Peru · Polen · Portugal · Puerto Rico · Qatar · Roemenië · Rusland · Rwanda · Salomonseilanden · Samoa · San Marino · Saoedi-Arabië · Senegal · Servië · Seychellen · Sierra Leone · Singapore · Slovenië · Slowakije · Spanje · Sri Lanka · Soedan · Suriname · Syrië · Tadzjikistan · Tanzania · Thailand · Tonga · Trinidad en Tobago · Tsjechië · Tunesië · Turkije · Turkmenistan · Uruguay · Vanuatu · Venezuela · Verenigde Arabische Emiraten · Verenigde Staten · Vietnam · Wit-Rusland · Zambia · Zimbabwe · Zuid-Afrika · Zuid-Korea · Zweden · Zwitserland
Historische landen: Duitse Democratische Republiek · Joegoslavië · Servië en Montenegro · Sovjet-Unie · Tsjecho-Slowakije — Individuele Paralympische Atleten · Gezamenlijk Team · Onafhankelijk paralympisch deelnemer